# 몰리쿠테스강
몰리쿠테스강(Mollicutes)은 세균의 강의 하나로 다른 세균과는 달리 세포벽이 없다. "몰리쿠테스"(Mollicutes)라는 말은 라틴어 "몰리스"(mollis, "부드러운" 또는 "유연한")와 "쿠티스"(cutis, "표면")에서 유래했다. 다양한 동식물에 기생하며, 숙주 세포의 겉 또는 안쪽에 산다.
세균은 아주 작으며, 크기는 특히 겨우 0.2–0.3 μm에 불과하고, 지놈 크기도 아주 작다. 형태는 다양하지만, 대부분이 세포막을 더 단단하게 만드는 스테롤을 갖고 있다. 상당수는 활공을 통해 움직일 수 있지만, 스피로플라스마속 종들은 나선형이며, 비틀어 꼬며 움직인다. 몰리쿠테스강에서 가장 많이 알려진 속은 미코플라스마속이다.
상당수 몰리쿠테스 종들, 특히 미코플라스마(Mycoplasma)와 우레아플라스마(Ureaplasma) 종들이 호흡기 또는 비뇨생식기 기관 세포에 붙어 사람에게 질병을 일으킨다.
피토플라스마속(Phytoplasma)과 스피로플라스마속(Spiroplasma)은 곤충 매개자와 협력하는 식물 병원체이다.
"미코플라스마"(mycoplasma)는 이전에 정식 학명이 아닌 통칭으로 몰리쿠테스강의 모든 세균을 가리키는 명칭이었지만, 현재는 미코플라스마속의 종만을 배타적으로 가리킨다.